# Baya El Hachemi
Baya El Hachemi est une journaliste et réalisatrice algérienne.

## Biographie
Selon Jeune Afrique, Baya El Hachemi serait la première femme journaliste algérienne. Elle est connue pour ses documentaires et feuilletons télé traitant de sujets de société.
Elle fut militante pour l'indépendance de l'Algérie.

## Filmographie
Selon DK News, elle est connue pour Visages de femmes, une série télévisée de 1975-1977, El Maktoub (2003), El Qada Wa El Qadar (2003), El Qilada (2014) et Tahaddi Imraae (2014).
En 2007, elle réalise le documentaire Mamya Chentouf : militante de la première heure.
En 2009, elle réalise le feuilleton Le Médaillon.